# Italienische Nacht
Italienische Nacht ist ein Volksstück in sieben Bildern von Ödön von Horváth, das am 20. März 1931 mit Fritz Kampers und Berta Drews im Theater am Schiffbauerdamm Berlin unter der Regie von Francesco von Mendelssohn mit großem Erfolg uraufgeführt wurde. Am 4. Juli 1931 brachte Oskar Sima seine entpolitisierte Fassung in Wien auf die Bühne. Dann wurde das Lustspiel erst 1967 wieder in Konstanz gegeben.

## Zeit und Ort
Das Stück spielt 1930 in einer süddeutschen Kleinstadt. Krischke berichtet über die dem Lustspiel zugrunde liegenden Ereignisse im oberbayrischen Murnau. Demnach sind Horváths „Republikaner“ die Sozialdemokraten, genauer die Linken insgesamt, die sich zersplittern, anstatt gegen die Rechten zu kämpfen. Martin ist Marxist.

## Inhalt
1
Mitglieder und Vorstand des republikanischen Schutzverbandes sitzen am Sonntagvormittag in ihrem Stammlokal und machen dem geschäftstüchtigen Wirt Josef Lehninger Vorwürfe: zeitgleich mit der am kommenden Abend angekündigten republikanischen italienischen Nacht darf die Ortsgruppe der Faschisten einen deutschen Tag im Lokal steigen lassen.
2
Die aufrechten Republikaner, deren Ziel der Sozialismus ist, werden von Horváth vorgestellt. Karl, Musiker in einem Konzertcafé, triebhaft, freundet sich mit der unpolitischen Leni an.
3
Der junge Arbeiter Martin bildet sich ein, er sei der Intelligentere und habe mehr Durchschlagskraft als seine Genossen. Er schickt die Freundin Anna auf den politischen Strich. Anna soll mit einem Faschisten anbandeln und so den Gegner auskundschaften.
4
Das Rendezvous Annas mit dem Faschisten findet gegen Ende der Abenddämmerung in den städtischen Anlagen vor dem Denkmal des ehemaligen Landesvaters statt. Martins junge Kameraden beschmieren das Denkmal mit roter Farbe. Währenddessen verrät der Faschist nicht viel über seine Mitkämpfer, sondern fällt über Anna her.
5
Der republikanische Stadtrat Alfons Ammetsberger, maßgeblicher Organisator der italienischen Nacht, erweist sich während dieses bunten Abends als Spießbürger, der seine Frau Adele in der Öffentlichkeit bloßstellt und gängelt. Martin mit seinen jungen Kameraden verfolgt stumm und mürrisch die aufwendig eingeübten Darbietungen der republikanischen Laienkünstler während der italienischen Nacht. Als die jungen Klassenkämpfer dann doch zur kleinkalibrigen Bewaffnung gegen die militanten Faschisten aufrufen, kommt es zum Eklat. Ammetsberger schließt Martin und Kameraden von der italienischen Nacht aus.
6
Martin bezeichnet sich gegenüber einem angereisten Magdeburger Genossen als offizieller Führer vor Ort und verjagt kraft seines Amtes den Fremden. Martin sagt sich von Karl los, weil dieser den Klassenkampf mit Leni – entgegen vorheriger Abmachung – auf dem Tanzparkett geführt hat. Anna kommt von ihrem Faschisten mit einem verräterischen Fleck am Hals aus dem finsteren Park zurück und trifft auf einen verärgerten Martin. Anna berichtet, die Faschisten wollen den italienischen Abend stürmen. Martin verkraftet zwar den bevorstehenden Sturm, nicht aber den „Überfall“ des Faschisten auf seine Freundin Anna. Karl kann die Zurückweisung durch Martin nicht wegstecken, aber Leni tröstet ihn. Mit ihrem Geld wollen sie eine Kolonialwarenhandlung gründen.
7
Nach dem o.a. Eklat war die italienische Nacht zu Ende. Nur Ammetsberger und seine älteren Genossen halten aus Prinzip die Stellung bis zur Polizeistunde. Da kommt der Wirt mit der Hiobsbotschaft: das Häuflein der Republikaner im Lokal ist von den Faschisten eingekreist und wird sogleich Prügel für die Schändung des Denkmals im Park beziehen. Ammetsberger will sich davonmachen. Seine Frau Adele stellt nun ihrerseits seine Feigheit bloß, bleibt jedoch die vom Ehemann brutal unterdrückte Frau. Die Lage der Umzingelten ist aussichtslos. Die alten Genossen sind an ihrer Situation selber schuld. Warum haben sie auch ihre jungen, kräftigen Genossen nausgeworfen? Trotzdem wollen sie lieber Prügel als feig sein. Martins überstürzter Ausschluß soll rückgängig gemacht werden. Er und sein starker Anhang seien doch gar nicht so schlecht; auf alle Fälle seien die jungen Männer wehrhaft. Ammetsberger versteht die eigenen Genossen nicht mehr und will sich aus dem politischen Leben zurückziehen. Ein Major kommt mit zwei Faschisten und zwingt den roten Stadtrat Ammetsberger zu einem schriftlichen Statement: Er sei ein ganz gewöhnlicher Schweinehund. Adele tritt forsch für ihren Mann ein und schlägt die Ankömmlinge in die Flucht. Als klar wird, dass die Faschisten draußen vor Martin und seinen Kameraden gewichen sind, bekommt Ammetsberger sofort wieder Oberwasser.

## Zitat
Pflichten verpflichten.

## Selbstzeugnis
Der Autor zu seinem Stück: Es geht gegen die Masse der Politisierenden.

## Rezeption
- Geladene Gäste, auch die Nazis Hinkel und Bronnen, applaudierten der Berliner Uraufführung.[2]
- Ernst Heilborn nennt das Stück einen Bierulk.[16]
- Herbert Ihering[17] lobt zwar das Komödiantische, merkt jedoch eine Verflachung existierender gesellschaftlicher Gegensätze an.
- Felix Hollaender äußert sich unzufrieden. Es reiche nicht, aufzuzeigen, daß die politische Welt eine Narrenbude ist.[16]
- Arthur Eloesser bescheinigt Horváth Talent.[16]
- Versammlungskleinkrieg[18]: Kerr lacht sich über die „Italienische Nacht“, den besten Zeitspaß dieser Läufte[19], krank.[20]
- Hildebrandt[21] bespricht den Schlusssatz des Lustspiels: Die Republik kann ruhig schlafen![22] mit Hinweis auf die Arglosigkeit der Republikaner und zitiert den Kommentar des Völkischen Beobachters zur „Italienische Nacht“: Wird sich der Ödön noch wundern!
- Frauen werden aus dem politischen Leben ausgeklammert, konstatiert Führich.[23]
- Der Revolutionär Martin entpuppt sich als politischer Spießer, wenn er … nicht einmal einen anderen deutschen Dialekt aushält.[24]
- Horst Jarka[25] lässt das Happy-End nicht gelten.
- Kiesel[26] nennt das Stück ein Plädoyer für eine linke antifaschistische Einheitsfront.

## Verfilmung
1966 verfilmte Michael Kehlmann das Stück (unter dem gleichen Titel Italienische Nacht) für das Fernsehen (mit Oskar Sima als Stadtrat Ammetsberger, Jane Tilden als seine Frau Adele, Hans Clarin als Karl, Herta Staal als Leni, Walter Kohut als Martin, Hertha Martin als Anna und Kurt Horwitz als Major).

## Manuskript
Das Manuskript des Dramas wird im Literaturarchiv der Österreichischen Nationalbibliothek aufbewahrt und kann dort eingesehen werden.